# Kristín Steinsdóttir
Kristín Steinsdóttir (* 11. März 1946 in Seyðisfjörður in Island) ist eine isländische Schriftstellerin, hauptsächlich von Kinder- und Jugendbüchern und Romanen, sowie eine Übersetzerin aus dem Deutschen ins Isländische.

## Leben
Kristín wuchs in einem Ort mit weniger als 800 Einwohnern am Ende eines 17 Kilometer langen Fjordes auf und schloss 1968 ihre Ausbildung zur Lehrerin ab. Sie arbeitete an einer Schule in Reykjavík, bevor sie in den Jahren 1972 bis 1978 in Göttingen lebte, um dort Dänisch und Deutsch zu studieren. Sie erwarb den Bachelor of Arts an der Universität Islands. 1978 zog die Autorin mit Familie nach Norwegen.
Seit 1988 arbeitet Kristín hauptberuflich als Schriftstellerin und lebt in Reykjavík (Stand 2011). Von 1993 bis 2001 war sie Vorstandsmitglied des Isländischen Schriftstellerverbandes. Ebenso war sie Vorsitzende des Isländischen Verbandes der Kinderbuchautoren. Sie schrieb zusammen mit ihrer Schwester Iðunn Steinsdóttir verschiedene Theaterstücke.

## Werke (Auswahl)
Kinder- und Jugendbücher
- Engill í vestubænum.
- Fjólubláir dagar.
- Vestur í bláinn.
- Trú, 1992.
- Abrakadabra.
  - deutsch: Abrakadabra. Mueckenschweinverlag, Stralsund 1999, ISBN 3-86139-010-8.
- Franskbrauð með sultu.

Theaterstücke verfasst zusammen mit Iðunn Steinsdóttir
- 19 júní
- Randaflugur
- Mánablóm

Romane
- Á eigin vegum
  - deutsch: Eigene Wege. Roman. Aus dem Isländischen übersetzt von Tina Flecken. C. H. Beck, München 2009, ISBN 978-3-406-59076-4.
- Ljósa
  - deutsch: Im Schatten des Vogels. Roman. Aus dem Isländischen übersetzt von Anika Wolff. C. H. Beck, München 2011, ISBN 978-3-406-62174-1.
- Vonarlandið
  - deutsch: Hoffnungsland. Roman. Aus dem Isländischen übersetzt von Anika Wolff. C. H. Beck, München 2017, ISBN 978-3-406-70721-6.

Audio
- Leben im Fisch. Kristín Steinsdóttir erzählt das Island ihrer Kindheit. Konzeption/Regie: Thomas Böhm u. Klaus Sander, supposé, Berlin 2011, ISBN 978-3-932513-99-2.

Übersetzung
- Ursula Wölfel: Fljúganda Stjarna. (Fliegende Sterne), Mál og Menning, Reykjavík 1994, ISBN 9979-3-0665-3.

## Auszeichnungen (Auswahl)
- 2013: Ritterkreuz des isländischen Falkenordens für ihren Beitrag zur isländischen Literatur
- 2004: Kinder- und Jugendbuchpreis des Westnordischen Rats für Engill í vestubænum
- 2003: The Nordic Children’s Book Prize für das gleiche Buch
- 1998: Nominierung für den International Janusz Korczak Prize, Polen für Vestur í bláinn
- 1987: Isländischer Kinderbuchpreis für Franskbrauð með sultu